# Simulium pinhaoi
Simulium pinhaoi is een muggensoort uit de familie van de kriebelmuggen (Simuliidae). De wetenschappelijke naam van de soort is voor het eerst geldig gepubliceerd in 1985 door Santos Gracio.